# Forster, New South Wales
Forster är en ort i Australien. Den ligger i kommunen Mid-Coast och delstaten New South Wales, i den sydöstra delen av landet, omkring 220 kilometer nordost om delstatshuvudstaden Sydney.
Forster är det största samhället i trakten. Genomsnittlig årsnederbörd är 1 701 millimeter. Den regnigaste månaden är februari, med i genomsnitt 313 mm nederbörd, och den torraste är oktober, med 46 mm nederbörd.